# Spilogona almqvistii
Spilogona almqvistii är en tvåvingeart som först beskrevs av Holmgren 1880.  Spilogona almqvistii ingår i släktet Spilogona och familjen husflugor. Arten är reproducerande i Sverige. Inga underarter finns listade i Catalogue of Life.